# Рубио, Андреа
Андреа Валентина Рубио Армас (исп. Andrea Valentina Rubio Armas, род. 27 ноября 1998, Каракас, Венесуэла) — венесуэльская модель, обладательница титула «Мисс Интернешнл 2023».

## Биография
Рубио родилась и выросла в Каракасе, Венесуэла. Её родители — Фелипе Рубио и Марисела Армас. В возрасте 18 лет, после окончания средней школы, из-за социального кризиса в Венесуэле она переехала в Боготу, Колумбия. 
Рубио — журналист, окончила Университет Ла-Сабаны в Чиа, Колумбия, по специальности аудиовизуальные коммуникации и мультимедиа с упором на корпоративную социальную ответственность.

## Конкурс красоты
16 ноября 2022 года Рубио представляла Португесу на «Мисс Венесуэла 2022» и соревновалась с 24 другими кандидатками на Полиедро де Каракас в Каракасе, где она выиграла титул «Мисс Венесуэла Интернешнл 2022». 
26 октября 2023 года Рубио выиграла титул «Мисс Интернешнл 2023», став девятой венесуэлкой, выигравшей конкурс.